# Nemo (software)
Nemo es el administrador de archivos oficial del entorno de escritorio Cinnamon. Es un derivado de GNOME Archivos al que se volvieron a añadir características que existían en versiones previas de GNOME Archivos y que fueron eliminadas.
Es un administrador de archivos junto a Plasma Dolphin, avanzado a comparación de Nautilus, Thunar, PCManFM o MATE Caja. Es un explorador muy completo para la interfaz de Cinnamon y es un componente inreemplazable debido a que se encarga de mostrar iconos o gestionar el arranque de Cinnamon, lo cual no es recomendable desinstalar el programa.
No tiene icono propio hasta donde se conoce, esto a causa de que se apoya de los paquetes de iconos de la distribución o de los complementos de GNOME como Adwaita.

## Historia (Reseña)
La versión de Nemo 1.0.0 fue publicada en julio de 2012 junto con versión 1.6 de la interfaz de usuario de la Cinnamon, logrando versión 1.1.2 en noviembre de 2012. Fue iniciado como un derivado del administrador de archivos de GNOME, Nautilus v3.4 después de que los desarrolladores de la distribución Linux Mint consideraran que "Nautilus 3.6 era una catástrofe".
El desarrollador Gwendal Le Bihan nombró el proyecto "nemo" en honor del famoso personaje de Julio Verne, el capitán Nemo, quién es el capitán del Nautilus.

## Características
Nemo v1.0.0 tuvo las siguientes características como lo describieron los desarrolladores:
- Utiliza GVfs y GIO
- Todas las características que tenía Nautilus 3.4 las cuales faltan en Nautilus 3.6 (todos los iconos de escritorio, vista compacta, etc..)
- Abrir en terminal (esto es parte de Nemo mismo)
- Abrir como root (esto es también parte de Nemo)
- Información de progreso de operaciones de archivo (cuándo copia/mueve archivos puede ver el porcentaje e información sobre la operación en el título de ventana y también en la lista de ventanas)
- Administrador GTK de marcadores
- Opciones de navegación completa (atrás, adelante, arriba, actualizar)
- La capacidad de cambiar entre la entrada de la ruta y el camino de migas
- Mucho más opciones de configuración